# Eloy Fernández López
Eloy Fernández López (Cañeda, Cantabria, España, 30 de mayo de 1940) es un exfutbolista español que se desempeñaba como defensa. Su hermano José Luis Fernández López.

## Clubes
| Club                  | País   | Año       |
| --------------------- | ------ | --------- |
| Sevilla Atlético Club | España | 1962-1963 |
| C. D. Abarán          | España | 1963-1964 |
| Sevilla F. C.         | España | 1964-1969 |
| U. D. Salamanca       | España | 1969-1970 |